# Vabbè ciao
Vabbè ciao è un singolo del cantautore italiano Alfa, pubblicato il 24 maggio 2024 come terzo estratto dal terzo album in studio Non so chi ha creato il mondo ma so che era innamorato.

## Descrizione
Il brano, scritto dallo stesso cantautore con Antonio Di Santo, Claudio Bruno, Itto, Pietro Celona, Lorenzo Santarelli e Marco Salvaderi, è prodotto da Antonio Di Santo, Pietro Celona e i Room9.

## Video musicale
Il video musicale, diretto da Filiberto Signorello, è stato pubblicato in concomitanza all'uscita del singolo attraverso il canale YouTube del cantautore e ha visto la partecipazione di Francesca Biella.

## Tracce
Testi e musiche di Andrea De Filippi, Antonio Di Santo, Claudio Bruno, Itto, Pietro Celona, Lorenzo Santarelli, Marco Salvaderi.
1. Vabbè ciao – 2:40
2. Vabbè ciao (Speed Up Version) – 2:15

## Classifiche
| Classifica (2024) | Posizione massima |
| ----------------- | ----------------- |
| Italia            | 72                |